# Exisōtēs
Exisōtēs (in greco ἐξισώτης?) era un funzionario fiscale degli ultimi secoli dell'Impero bizantino.
Le sue funzioni erano simili a quelle dei precedenti epoptes, insieme ai quali è spesso menzionato nell'XI secolo: l'exisōsis (ἐξίσωσις, "perequazione"), cioè il rilevamento fiscale e la revisione dell'ammontare delle imposte dovute dai singoli. Anche la distinzione tra l'exisōtēs e l'apographeus non è chiara, anche se le due funzioni sono spesso documentate come svolte in contemporanea e i funzionari del fisco sono registrati mentre svolgono sia l'incarico di exisōsis che di apographē.